# Nell (série télévisée d'animation)
Pour les articles homonymes, voir Nell.
Nell (さすらいの少女ネル, Sasurai no shōjo Nell) est une série télévisée d'animation japonaise en 26 épisodes de 26 minutes, adaptée du roman Le Magasin d'antiquités de Charles Dickens, produite par Dax International et diffusée entre le 25 octobre 1979 et le 1er mai 1980 sur TV Tokyo.
Au Québec, la série a été diffusée à partir du 1er décembre 1988 à Super Écran, et en France à partir de février 1989 sur FR3.

## Voix françaises
- Séverine Morisot : Nell
- René Bériard : Grand-père Trent
- Odile Schmitt : Kitt
- Jean-Claude Donda : Brass
- Anne Kerylen : Narratrice / voix secondaires
- Pierre Laurent : John
- Sylvie Moreau : Narratrice (voix de remplacement)

## Autour de la série
La chanson du générique français a été composée par Cyril de Turckheim sur des paroles de Alexandre Révérend (alias Bernard Rissoll).

## Épisodes
1. Un départ à l'aube
2. Où est passée maman ?
3. Le Cirque Paradis
4. Un moment de bonheur
5. Une nuit d'orage
6. Mademoiselle Julie
7. L'Enfant oiseau
8. Les Pièges de la montagne
9. Le Réveillon de Noël
10. Poursuite à Liverpool
11. Une traversée sans histoire
12. Où est Paradis ?
13. La Disparition de la boîte à musique
14. Une tentative de rapt
15. La Gifle
16. Une sombre machination
17. Les Visiteurs de la maison secrète
18. Nell trouve un frère
19. Les Larmes de la reine des fleurs
20. Milo retrouve une amie
21. Le Château hanté
22. Le Secret de grand-père
23. Le Petit Prince vagabond
24. Quilp en mauvaise posture
25. La Mauvaise Nouvelle
26. Retour à Londres